# Fillosilicato

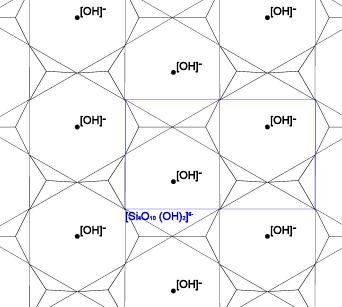
Struttura cristallina dei fillosilicati

I fillosilicati (dal greco phyllon, foglia) sono silicati caratterizzati da una struttura a strati a simmetria tetraedrica in cui ogni tetraedro tende a legarsi con altri tre tramite ponti ossigeno.
I membri di questa famiglia, generalmente, possiedono un aspetto lamellare o scaglioso, con sfaldature ben definite. Sono basati su catene di tetraedri SiO4 estese indefinitamente affiancate, unite fra loro, sullo stesso piano, a formare una maglia ad anelli, generalmente di simmetria pseudoesagonale. In tre dimensioni, la struttura cristallografica di un fillosilicato è costituita da piani bidimensionali di tetraedri a maglia ciclica (strati T) sovrapposti a strati ottaedrici (strati O) costituiti da cationi bivalenti e trivalenti, prevalentemente magnesio (Mg), calcio (Ca), sodio (Na), potassio (K), ferro (Fe) e alluminio (Al). Gli atomi comuni fra i due strati sono gli ossigeni.
Questa sottoclasse di silicati è generalmente idrata, con la presenza di ossidrili (OH) che si dispongono al centro degli anelli tetraedrici. I fillosilicati sono una classe molto numerosa con due sottoclassi principali: i minerali argillosi e le miche.
In base alla coordinazione fra gli strati T e O e al tipo di strato ottaedrico derivano le combinazioni che definiscono i quattro gruppi di minerali argillosi.

## Composizione
Le formule chimiche di base sono A3Si2O5(OH)4 e A3Si4O10(OH)2, dove A rappresenta uno ione che può essere di calcio, magnesio, alluminio, sodio, ferro, litio, o bario. Generalmente sono teneri, con basso peso specifico e le lamelle di sfaldatura possono essere flessibili o elastiche. La maggior parte dei fillosilicati contengono ossidrili (OH), posizionati all'interno degli anelli esagonali di tetraedri, sullo stesso livello degli ossigeni apicali che non fanno parte degli esagoni. Esempi di fillosilicati sono muscovite e biotite. Gli strati tetraedrici vengono sovrapposti alternati a strati ottaedrici; questi ottaedri, che poggiano su una faccia, hanno i vertici occupati dai gruppi ossidrilici.

## Suddivisione
A seconda della struttura, i fillosilicati sono suddivisi in due gruppi principali: triottaedrici e diottaedrici.
La struttura può essere composta dalla sovrapposizione di pacchetti T-O (tetraedrico-ottaedrico), elettricamente neutri e tenuti insieme dai legami di van der Waals.
Oppure è formata da pacchetti T-O-T, anch'essi neutri e legati dalla forza di van der Waals. Questa è la costituzione dei minerali argillosi e del gruppo del serpentino.

## Smectiti
Le smectiti sono la classe di fillosilicati a composizione più variabile, in quanto la sostituzione isomorfa è piuttosto estesa. La più abbondante è la montmorillonite dove il magnesio sostituisce in parte l'alluminio nei fogli ottaedrici. Le smectiti presentano una carica superficiale abbastanza alta (0,3 a 0,6) e un'elevata superficie specifica (rapporto tra area superficiale e volume) e sono soggette a fenomeni di dilatazione e contrazione in seguito a variazioni del regime idrico del suolo. Sono i minerali più abbondanti e importanti nei suoli delle regioni temperate.

## Vermiculiti
Le vermiculiti hanno una sostituzione isomorfa piuttosto estesa (600-800 m2/g), soprattutto nel foglio tetraedrico dove l'alluminio sostituisce il silicio, dando così origine a una carica superficiale molto elevata (0,6 a 0,9). Avendo una carica superficiale molto alta, porta di conseguenza ad avere dei valori di CSC elevati.

## Miche
Le miche, invece, nascono quando nelle strutture parte del silicio nei siti tetraedrici viene sostituito da alluminio, generando cariche libere sulla superficie dei pacchetti T-O-T; questo provoca l'ingresso di cationi negli interstrati, con il risultato di rinforzare i legami di van der Waals con legami ionici. Tipicamente, il catione interstrato è il potassio. Risultato macroscopicamente osservabile di questo è la maggior durezza delle miche rispetto agli altri fillosilicati.
A seconda della struttura, esistono miche diottaedriche, come la muscovite, e triottaedriche, come la flogopite.
Esiste, inoltre, una sottofamiglia di miche fragili, che si formano quando metà del silicio viene sostituito da alluminio: in tal modo, sono disponibili due cariche elettriche, che attirano cationi bivalenti, specialmente calcio e bario; questi costituiscono legami ionici più resistenti, con la conseguenza di una durezza ancora maggiore e di una perdita di definizione della sfaldatura. Anche qui, esistono miche fragili diottaedriche (margarite) e triottaedriche (clintonite).

## Gruppi
- Gruppo del serpentino
  - Antigorite - Mg3Si2O5(OH)4
  - Crisotilo - Mg3Si2O5(OH)4
  - Lizardite - Mg3Si2O5(OH)4
- Gruppo dei minerali argillosi
  - Caolinite - Al2Si2O5(OH)4
  - Talco - Mg3Si4O10(OH)2
  - Pirofillite - Al2Si4O10(OH)2
- Gruppo della mica
  - Muscovite - KAl2(AlSi3O10)(OH)2
  - Flogopite - KMg3(AlSi3O10)(OH)2
  - Biotite - K(Mg,Fe)3(AlSi3O10)(OH)2
  - Lepidolite - K(Li,Al)2-3(AlSi3O10)(OH)2
  - Margarite - CaAl2(Al2Si2O10)(OH)2
- Gruppo della clorite
  - Clorite - (Mg,Fe)3(Si,Al)4O10(OH)2•(Mg,Fe)3(OH)6